# 博戈尼奥
博戈尼奥（義大利語：Bogogno），是意大利诺瓦拉省的一个市镇。总面积8.43平方公里，人口1297人，人口密度153.9人/平方公里（2009年）。ISTAT代码为003021。